# Pseudemys concinna
A Pseudemys concinna é uma espécie de tartaruga de água doce da família Emydidae. A espécie é nativa da região central e leste dos Estados Unidos, mas foi introduzida em partes da Califórnia, Washington e Colúmbia Britânica.

## Área de distribuição geográfica
A P. concinna é encontrada da Virgínia ao sul até o centro da Geórgia, a oeste até o leste do Texas, Oklahoma e ao norte até o sul de Indiana.

## Habitat
A P. concinna é normalmente encontrada em rios com correnteza moderada, bem como em lagos e marismas.

## Subespécies
Há duas subespécies reconhecidas como válidas:
- Pseudemys concinna concinna [en] (LeConte, 1830).
- Pseudemys concinna suwanniensis [en] (Carr [en], 1830) - às vezes considerado como uma espécie separada, P. suwanniensis.

Nota bene: Um nome trinomial entre parênteses indica que a subespécie foi originalmente descrita em um gênero diferente de Pseudemys.
A Pseudemys floridana [en] era anteriormente considerada uma subespécie de P. concinna, mas agora é considerada uma espécie distinta.

## Nome
O gênero Pseudemys inclui várias espécies de cooters e tartarugas-de-barriga-vermelha. A Pseudemys concinna é a espécie conhecida como cooter do rio. O nome “cooter” pode ter vindo de uma palavra africana “kuta”, que significa “tartaruga” nos idiomas bambara e malinké, trazida para a América pelos escravos africanos.

## Comportamento
A Pseudemys concinna se aquece em troncos ou rochas aquecidas pelo sol e é frequentemente encontrada na companhia de outras tartarugas aquáticas que se aquecem, às vezes amontoadas umas sobre as outras. Todas são rápidas para entrar na água se forem perturbadas. Diurna por natureza, a P. concinna acorda com o aquecimento do sol para se aquecer e procurar alimento. Ela pode se mover com velocidade surpreendente na água e em terra. Não é incomum que ela se desloque de um corpo de água doce para outro, mas muitos indivíduos parecem desenvolver áreas de residência bastante grandes, das quais raramente ou nunca saem. Ela dorme na água, escondida sob a vegetação. Em áreas bastante quentes, ela permanece ativa durante todo o inverno, mas em climas mais frios pode hibernar durante o inverno por até dois meses, na lama, debaixo d'água. Ela não respira durante esse período de baixo metabolismo, mas pode utilizar o oxigênio da água, que é absorvido pela cloaca. A Pseudemys concinna prefere ficar bem escondida sob as plantas aquáticas durante o período de hibernação ou enquanto dorme todas as noites.

## Dieta
A espécie P. concinna é altamente herbívora e come qualquer coisa, planta ou animal, vivo ou morto. A dieta parece ser determinada pelos itens alimentares disponíveis. Embora alguns autores achem que essa espécie de tartaruga não come carne, foi observado um comportamento predatório. Embora não possa engolir fora d'água, ela sai da água para pegar um inseto ou verme, retornando à água para engolir. Ela também persegue, mata e come com entusiasmo pequenos peixes. Também foi observada comendo carniça encontrada ao longo da margem do rio. A espécie tem cúspides na mandíbula superior, provavelmente uma adaptação para ajudar a comer folhas e vegetação fibrosa. Sua dieta principal inclui uma grande variedade de plantas aquáticas e algumas plantas terrestres que crescem perto da borda da água. Ela também se alimenta de frutas caídas. Em cativeiro, come qualquer tipo de planta e também algumas “carnes”. As tartarugas também ingerem cálcio em uma forma separada, para que possa autorregular a ingestão desse nutriente.

## Status de conservação
A espécie está enfrentando perda de habitat, predação por animais, abate nas rodovias e uso como fonte de alimento por algumas pessoas. Os filhotes são particularmente vulneráveis. Durante sua corrida terrestre até o rio, muitos filhotes serão capturados por predadores como aves e mamíferos. Jacarés e ratos-almiscarados os aguardam na água. Alguns serão levados e vendidos para lojas de animais. As populações estão diminuindo em algumas áreas e há cada vez mais relatos de tartarugas feridas, mas essa espécie como um todo é resistente e continua a prosperar. A P. concinna pode viver 40 anos ou mais.

## Reprodução
Os hábitos de acasalamento da espécie são muito semelhantes aos da tartaruga-de-orelha-vermelha. Os machos tendem a ser menores do que as fêmeas. O macho usa suas longas garras para encostar no rosto da fêmea, que é muito maior. Muitas vezes, a fêmea o ignora. Depois de detectar o que pode ser um sinal de feromônio ao farejar a cauda de uma fêmea, um macho corteja a fêmea nadando acima dela, vibrando suas longas unhas e acariciando seu rosto. As fêmeas também foram observadas fazendo isso para iniciar o cortejo. Se a fêmea for receptiva, ela afundará no fundo do rio e permitirá que o macho a monte para o acasalamento. Se ela acasalar, depois de várias semanas a fêmea rasteja até a terra para procurar um local de nidificação. As fêmeas costumam atravessar rodovias em busca de locais adequados para o ninho. As fêmeas põem de 12 a 20 ovos por vez, perto da água. Os ovos eclodem em 45 a 56 dias e os filhotes geralmente permanecem no ninho durante o primeiro inverno.
O acasalamento ocorre no início da primavera. A nidificação geralmente ocorre de maio a junho. A fêmea escolhe um local com solo arenoso ou argiloso, a menos de 30 m  da margem do rio. Ela procura uma área bastante aberta, sem grandes obstáculos para os futuros filhotes enfrentarem em seu caminho para o rio. O ninho é cavado com as patas traseiras. Ela põe de 10 a 25 ovos ou mais em uma ou mais ninhadas. Os ovos são elipsoidais, com aproximadamente 4 cm de comprimento. O tempo de incubação é determinado pela temperatura, mas a média é de 90 a 100 dias. Os filhotes geralmente emergem em agosto ou setembro. Há registros de casos de ninhadas tardias que passam o inverno e eclodem na primavera. Um filhote terá uma carapaça redonda, com cerca de 4 cm de diâmetro, verde com marcas amarelas brilhantes.

## Na natureza
Na natureza, a P. concinna se alimenta de plantas aquáticas, gramíneas e algas. As mais jovens tendem a buscar uma dieta mais rica em proteínas, como invertebrados aquáticos, crustáceos e peixes. As tartarugas mais velhas também podem ocasionalmente procurar presas, mas a maioria segue uma dieta herbívora.
Às vezes, a tartaruga pode ser encontrada tomando sol, mas é muito cautelosa e, se for abordada, recuará rapidamente para a água. Caso contrário, é difícil encontrá-la na água, o que pode ser devido à sua capacidade de respirar quando está totalmente submersa. Como resultado, pouco se sabe sobre sua biologia e comportamento.
A tartaruga vive em uma grande variedade de locais de água doce e até mesmo água salobra. Rios, lagos, lagoas e pântanos com vegetação abundante são o habitat ideal. As grandes patas com membranas fazem da tartaruga uma excelente nadadora, capaz de enfrentar as correntes moderadamente fortes dos principais sistemas fluviais. Ela se acumula em grande número nas planícies de inundação peninsulares associadas a um rio em arco.

## Conservação
Em Indiana, a Pseudemys concinna está listada como uma espécie em perigo de extinção.

### Regulamentações federais dos Estados Unidos sobre distribuição comercial
Uma regulamentação de 1975 da Food and Drug Administration (FDA) dos EUA proíbe a venda (para uso comercial e público em geral) de ovos de tartaruga e tartarugas com comprimento de carapaça inferior a 100 mm. Essa regulamentação faz parte da Lei de Serviço de Saúde Pública e é aplicada pela FDA em cooperação com as jurisdições de saúde estaduais e locais. A proibição está em vigor nos EUA desde 1975 devido ao impacto na saúde pública da Salmonella associada a tartarugas. As tartarugas e os ovos de tartaruga que forem colocados à venda em violação a essa disposição estão sujeitos à destruição de acordo com os procedimentos da FDA. Uma multa de até US$ 1.000 e/ou prisão de até um ano é a penalidade para aqueles que se recusarem a cumprir uma exigência final válida de destruição dessas tartarugas ou de seus ovos.
Muitas lojas e mercados de pulgas ainda vendem tartarugas pequenas devido a uma exceção na regulamentação da FDA que permite que tartarugas com menos de 4 polegadas sejam vendidas “para fins científicos, educacionais ou de exibição de boa-fé, que não sejam usadas como animais de estimação”.
Assim como ocorre com muitos outros animais e objetos inanimados, o risco de exposição à Salmonella pode ser reduzido seguindo-se as regras básicas de limpeza. As crianças pequenas devem ser ensinadas a não colocar a tartaruga na boca e a lavar as mãos imediatamente após terminar de “brincar” com a tartaruga, alimentá-la ou trocar a água.